# Escola Nacional de Minas de Nancy
Fundada em 1919, a École nationale supérieure des mines de Nancy é uma escola de engenharia, instituição de ensino superior público localizada na cidade do Nancy, França. É membro da Conférence des grandes écoles. Com um currículo multidisciplinar, forma engenheiros em três anos que depois trabalham principalmente na economia: o objectivo da formação é o chamado Master Ingénieur Mines Nancy.

## Famosos graduados
- Patrick Cousot, cientista da computação francês
- Félix Leprince-Ringuet, engenheiro francês
- Jean Serra, matemático e engenheiro francês
- Jean-Claude Trichet, funcionário público francês